# Locomotora RENFE 140-2054

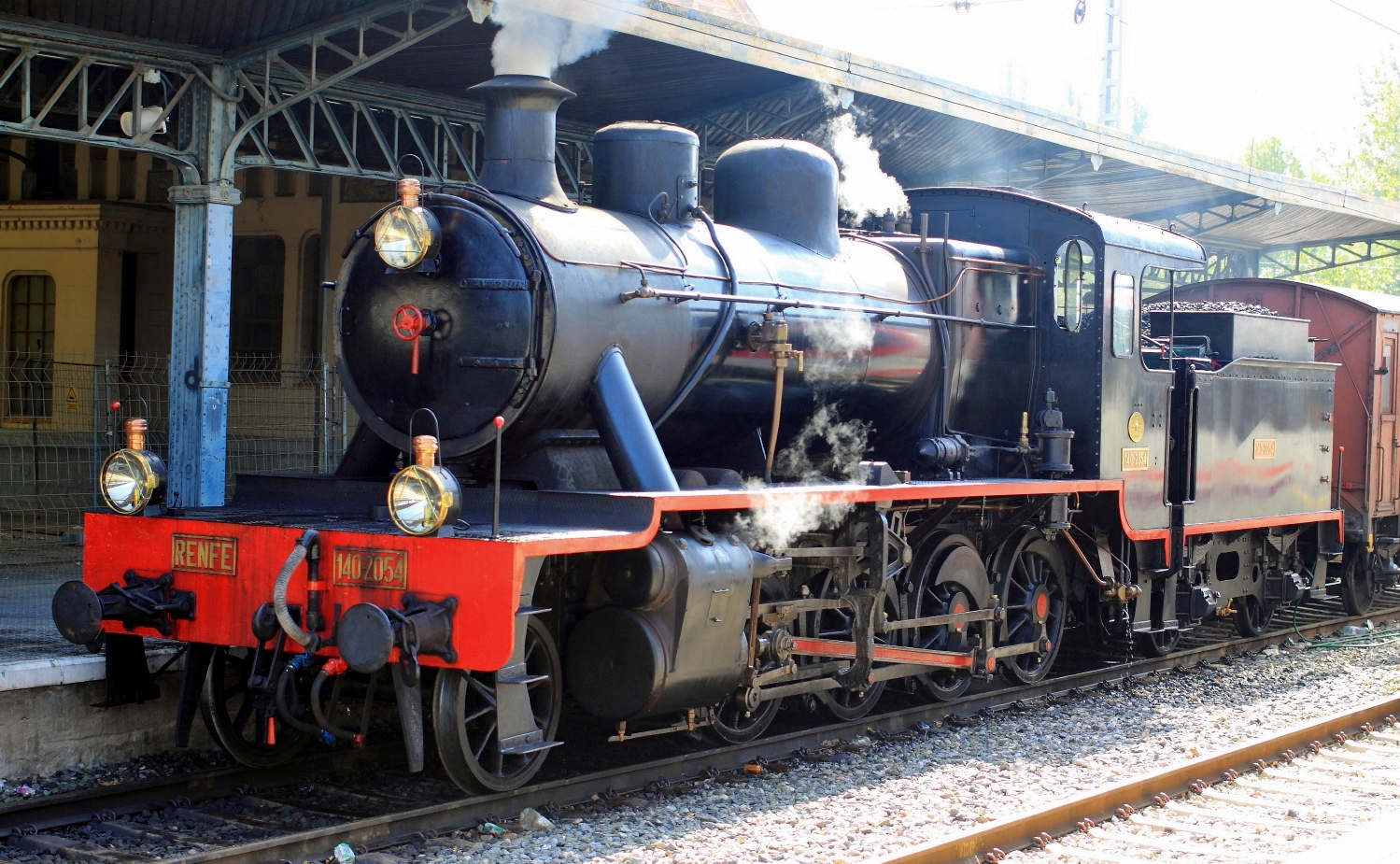
La locomotora 140-2054 fotografiada en 2012 en la estación de Aranjuez, durante un servicio especial.

La locomotora RENFE 140-2054, conocida coloquialmente como la «Guadix» o la «Baldwin», es una locomotora de vapor española que actualmente se encuentra operativa. Antiguamente llegó a ser empleada en el rodaje de varias películas, y en épocas recientes ha sido utilizada para la tracción de trenes turísticos.

## Historia
Fue construida en 1928 por la fábrica Babcock & Wilcox de Bilbao para la Compañía de los Ferrocarriles Andaluces, bajo la cual recibiría la numeración 4106. En 1941, tras la nacionalización de los ferrocarriles de ancho ibérico, se integró en el parque motor de RENFE y fue numerada como «RENFE 140‐2054». A lo largo de su historia llegó a estar adscrita a los depósitos de locomotoras de Guadix y Granada, siendo empleada para la tracción de trenes de mercancías en las líneas Linares-Almería y Murcia-Granada.
En la actualidad forma parte de la colección de material rodante del Museo del Ferrocarril de Madrid.